# Anigraea viridata
Anigraea viridata là một loài bướm đêm trong họ Noctuidae.